# Leroux (entreprise)
Pour les articles homonymes, voir Leroux.
Leroux est une entreprise implantée à Orchies dans le département français du Nord, qui fabrique et commercialise des produits à base de chicorée. Leroux est leader sur le marché de la chicorée pure, la chicorée aromatisée et les mélanges à base de chicorée.
Leroux a deux filiales à l'étranger : Chicobel (sur la zone Benelux) et Molabe SA (sur la zone Espagne-Portugal).

## Historique
En 1858, Jean-Baptiste Alphonse Leroux, ingénieur originaire de Douarnenez (Finistère), achète la manufacture Herbo fils et Cie à Orchies dans le département français du Nord, et la confie à son fils Alphonse-Henri-François Leroux. Elle produit du chocolat, du tapioca, de la moutarde et de la chicorée torréfiée, la « chicorée en grains ». En 1863, Alphonse-Henri-François Leroux invente une empaqueteuse mécanique et dépose un brevet pour la protéger. À l’époque, l’empaquetage se réalise entièrement à la main chez les concurrents : les gains de productivité sont donc considérables chez Leroux.[réf. souhaitée] En 1871, après un incendie dans les ateliers en août, l’entreprise se spécialise dans la chicorée et abandonne ses autres productions. Alphonse-Henri-François Leroux décide de bâtir ses nouveaux ateliers à côté de la ligne de Fives à Hirson, sur le tronçon entre Lille et Valenciennes récemment créé, afin d'expédier les marchandises par le rail. Le premier « voyageur » (poste que l'on appellerait aujourd’hui « commercial ») est embauché en 1887 pour prospecter le territoire national.
En 1895, la société compte 48 ouvriers. Alphonse-Henri-François Leroux décède la même année et son fils Alphonse-Henri-Eugène lui succède. Le nouveau chef d'entreprise développe la marque et les conditions de vie des travailleurs. Il mit en place la Bretonne en costume traditionnel d'Audierne, rappelant les racines finistérienne de son grand-père et qui représente l'entreprise. En 1897, des logements sont attribués au personnel.[réf. souhaitée] Une « Société de secours mutuel » est fondée. Elle prend en charge les frais de médecin, et autres dépenses comme les frais d’obsèques. Il met en place le marketing direct en 1904 avec les vignettes cadeaux.
En 1906, Leroux compte 128 salariés et en 1908, le premier syndicat professionnel de la chicorée naît. Alphonse-Henri-Eugène Leroux modifie la structure juridique de Leroux en 1927, qui devient une société anonyme à responsabilité limitée (SARL). Cette évolution a des conséquences importantes. Le système SARL permet, vingt ans plus tard, d’organiser la direction de l’entreprise par deux cogérants. L'année suivante, Alain et Robert Leroux viennent travailler aux côtés de leur père.
En 1947, Alphonse-Henri-Eugène Leroux décède et ses deux fils, Alain et Robert, lui succèdent. En 1951, la chicorée soluble est lancée et quatre ans plus tard le concentré liquide. L'ascension de l'entreprise fut telle que celle-ci rachète en moins de quinze ans jusqu'en 1965, presque tous ses concurrents. L'entreprise se retrouve en quasi-monopole.
En 1962, Leroux est sponsor-titre pour une équipe cycliste.
En 1974, année qui voit la construction de la première tour d’atomisation pour la fabrication de la chicorée soluble, l’ensemble de la filière est structurée en une union nationale. Elle regroupe la Confédération nationale des planteurs de chicorée, le Syndicat des sécheurs de chicorée, et le Syndicat des fabricants de chicorée.
En 1987, toute la profession de la chicorée se retrouve au sein d’une interprofession. Les planteurs, les sécheurs et les raffineurs. On y définit les activités de recherche et développement ainsi que la promotion.
En 1985, sans descendance, Alain et Robert Leroux choisissent Michel Leroux et Michel Hermand comme successeurs. Le premier est leur cousin, le second est un informaticien arrivée dans l'usine en 1967. Ils leur succèdent en 1989.[réf. souhaitée]

Logo dans les années 1990.

1990 voit les premières activités de sous-traitance. Leroux met ses installations et son savoir-faire à disposition des industriels notamment pour l’atomisation d’édulcorants de table.
En 1994, la SARL Leroux devient la société anonyme Leroux SA, et Michel Hermand devient Président de la société. Cette année-là, le Syndicat des sécheurs de chicorée et le Syndicat des fabricants fusionnent en un Syndicat national des industries de la chicorée (SNIC), alors présidé par Michel Leroux.
Finaler, contraction de « Financière Leroux », la holding du groupe Leroux et ses filiales Chicobel, Molabe et Union Biscuits, naissent en 1997. La holding reste propriétaire de l'immobilier et des titres Finaler.
En 1998, Leroux investit dans un système de traitement des eaux usées, alors unique en Europe pour les industries agro-alimentaires : la ferti-irrigation sur une plantation de saules. Cette même année, la Maison de la Chicorée d'Orchies est inaugurée, musée industriel regroupant une collection de 8 000 pièces. La « Maison de la chicorée » regroupe deux parties : la demeure familiale des Leroux, un petit hôtel particulier de la fin du XIXe siècle, rue Jules-Roch à Orchies, et un nouveau bâtiment intégrant des ateliers pédagogiques, une salle de conférence, etc.
Leroux SA devient Leroux SAS en 2002, Michel Hermand cède sa place à son fils Christophe et prend la présidence de Finaler.
La vente à distance est lancée en 2005. La même année, Olivier Hermand, le second fils de Michel Hermand, prend la présidence de Finaler. L'année suivante, dans le cadre du Pôle Nutrition Santé Longévité, Leroux SAS s’associe au projet collaboratif de recherche et développement « Oxychic ». Ce projet, labellisé en décembre vise notamment à valoriser la chicorée comme ingrédient santé concentrant des principes actifs. 
En 2008, Leroux fête ses 150 ans. L’évènement est marqué par la mise sur le marché d’une innovation : la Chicorée Douce. À l’occasion de cet anniversaire, la marque fait également évoluer son logo.
En 2010, Leroux accueille des autistes de l’ESAT d’Orchies pour la réalisation de tâches de conditionnement. Dans ce cadre, l'entreprise reçoit, en 2013, le Trophée de l’Économie Responsable, décerné par le réseau Alliances, dans la catégorie Entreprises de 100 à 500 salariés.
En 2015, les marques Leroux, Méo et Verquin, toutes trois du Nord-Pas-de-Calais, s'associent pour regrouper leur force de vente.
Le 31 octobre 2018 le musée « La Maison Leroux » ferme définitivement ses portes, victime d'une fréquentation jugée insuffisante avec 6 000 entrées payantes par an, et d'un coût d’entretien de plusieurs milliers d’euros par mois pour les bâtiments et les jardins,.

### À l’international
- 1876 : début de l’exportation. Les premiers pays sont l’Espagne et l’Argentine dès 1881.
- 1989 : ouverture d’une antenne de distribution au Canada à Montréal.
- 1992 : rachat de Chicobel S.A, premier fabricant belge de chicorée et leader de la fabrication et la vente de chicorée au Benelux. Leroux représente alors 40 % du marché mondial.
- 1994 : Leroux rachète Union Biscuits à Roubaix pour ouvrir le groupe vers le petit-déjeuner sec, le goûter et la culture junior.
- 1996 : Leroux rachète Molabe, une entreprise espagnole qui assure le traitement des céréales et de la chicorée torréfiées, et qui représente 70 % de la production de chicorée en Espagne.
- 1996 : Leroux ouvre à Abidjan une antenne mobile concernant les marchés du Cameroun, de la Côte-d’Ivoire, du Mali, du Sénégal et du Togo. Aujourd’hui, Leroux réalise des exportations dans 40 pays représentant 35 % du chiffre d’affaires global (valeur).
- 1999 : Leroux rachète Klaus, une entreprise de chocolat et confiserie, présidée par Philippe Leroux, arrière arrière petit fils d’Alphonse Leroux.

## Organisation

### Groupes et filiales
La holding Leroux détient les sociétés Chicobel et Molabe.
La société Chicobel, leader de la chicorée en Belgique, est rachetée en 1992. Elle commercialise essentiellement des produits à base de chicorée sous la marque nationale Pacha.  Sa gamme de produits est presque similaire à celle de Leroux. Elle commercialise également quelques autres produits de grande consommation (choucroute, édulcorants...) sur la zone Benelux.
La société Molabe qui se situe à Bilbao en Espagne est rachetée en 1994. Elle commercialise principalement des produits à base de chicorée (sous différentes marques régionales) ainsi que d’autres produits alimentaires divers (noix, malt, panettones…), sur la zone Espagne et Portugal.

### Chiffre d'affaires
En 2012, le chiffre d’affaires de la société est de 35 millions d'euros, dont 35 % à l'export.

### Place sur le marché
Le groupe Leroux est le leader européen et le deuxième acteur mondial de la chicorée pure,,.
La marque est présente dans cinquante pays. En termes de volume, la moitié des ventes est faite sous ses marques et gammes propres, et l'autre moitié va à d'autres industriels sous forme de matière première.

## Produits et marques

### Évolution des produits
En 1858, Leroux se lance dans la production de chicorée en grains en rachetant la manufacture Herbo fils et Cie à Orchies.
1951 voit l'arrivée de la chicorée soluble nature : plus pratique que la chicorée en grains, elle se mélange avec du lait ou de l’eau. Elle est consommée nature, froide ou chaude, ou associée à du café. Peu de temps après, vers 1954-1955, apparaît la chicorée liquide pour préparations culinaires. Son goût associé à son fort pouvoir colorant en font un ingrédient connu en particulier des cuisiniers de la région. Également disponible sous forme de pâte, la chicorée s’intègre à diverses compositions dans le domaine industriel.
En 1991, Leroux propose des chicorées solubles aromatisées à la vanille, au caramel et au muesli.
Leroux s’attaque à un nouveau marché, celui des infusions, en 2004. La marque lance Natéa, cinq infusions naturelles à base de chicorée. Elle est arrêtée en 2008.
Leroux lance un nouveau type de chicorée, appelée chicorée douce, en 2008. Cette nouvelle chicorée est débarrassée de la molécule responsable de son amertume et associée à trois parfums : café, chocolat et vanille. La Chicorée Douce Café et la Chicorée Douce Chocolat remportent le prix de Saveur de l’année 2009. La gamme est arrêtée en 2010.

## Communication
En 1886 : Leroux acquiert la boîte métallique, révolution technologique et premier support de communication de la marque. À cette même époque, Leroux propose aux épiciers des tableaux qu’ils peuvent accrocher à l’intérieur de leur magasin. Sont également lancés de nouveaux objets publicitaires mis à disposition pour les tout nouveaux « voyageurs » : des calendriers illustrés, une gamme complète d’objets destinés aux écoliers (porte-plumes, buvards, protège-cahiers, tables de multiplication, modèles de broderie, tableau instructif sur la chicorée, paquet de 50 gr de chicorée, et plusieurs millions de cartes-chromo (avec un tiers de texte publicitaire), qui forment une collection pour enfants. Enfin, Leroux expérimente aussi une nouvelle forme de publicité autour d’un nouveau média : le cinéma. Le prix de la place est réduit de moitié sur présentation d’une vignette Leroux, découpée sur le paquet de chicorée.
Alphonse Leroux invente en 1904 des vignettes-cadeaux pour fidéliser le consommateur. Ces vignettes donnaient accès à une boutique où le consommateur pouvait obtenir des cadeaux (linge de maison, tablier...). Il a également organisé des concours annuels récompensant les consommateurs ayant collecté le plus grand nombre de vignettes.

### Sponsoring sportif
Entre les deux guerres, Alphonse-Henri-Eugène veut prendre en charge et soutenir les jeunes à travers le sport. Concrètement, cela commence par l’aide auprès du club de basket-ball en laissant un terrain à sa disposition. Alphonse-Henri-Eugène devient même le président d’honneur du club d’Orchies. Depuis, Leroux a continué le sponsoring sportif.
La marque Leroux sera sponsor de trois sports au niveau national et international : le football, le cyclisme et le basket-ball.